# František Divoký
František Divoký (31. března 1892 Mladošovice – 28. června 1972 Londýn) byl československý legionář, četník a příslušník československé armády v zahraničí.

## Život
František Divoký se narodil 31. března 1892 v Mladošovicích na Třeboňsku. Během první světové války bojoval  jako dobrovolník v řadách srbské armády, vyznamenal se zejména během bojů o Černou Horu. Po návratu do Československa nepokračoval v armádní službě, sloužil jako četnický důstojník na Slovensku, kde postupně žil v Turni nad Bodvou, Ružomberku a Humenném. Po německé okupaci a rozpadu Československa v březnu 1939 odešel společně se synem Miloradem a kolegy od četnictva Františkem Herodesem a Františkem Leskotou do Polska, kde se společně v Bronowicích přidali ke vznikajícímu československému zahraničnímu vojsku. Dne 30. srpna 1939 se František Divoký stal velitelem bronowického tábora. Po vypuknutí druhé světové války a napadení Polska nacistickým Německem zorganizoval dne 5. září 1939 opuštění tábora a pokus o spojení se se skupinou Ludvíka Svobody. To se mu kvůli německému a sovětskému postupu nepodařilo, po strastiplné cestě se ale skupině o 115 mužích podařilo 19. září 1939 dosáhnout rumunských hranic, kde byli internováni. Společně s dalšími vojáky se následně František Divoký přesunul přes Konstancu, Pireus, Alexandrii a Bejrút do Marseille a do Agde, kde se opět formovalo československé vojsko. Byl ustanoven velitelem oddílu polního četnictva a tuto funkci zastával během pobytu ve Francii, Velké Británii a i během obléhání Dunkerque v letech 1944 a 1945. Po skončení války se vrátil v hodnosti majora do Československa, kde působil na funkci oblastního velitele Sboru národní bezpečnosti v Chebu a následně v Kutné Hoře. Poté byl ustanoven velitelem Školy pro důstojníky SNB v Praze. Po komunistickém převratu v únoru 1948 odešel opět do emigrace, zemřel v Londýně 28. června 1972.

## Rodina
František Divoký se oženil v Srbsku a manželku Darinku rozenou Bojovič si s sebou přivedl do Československa. Manželům se v roce 1918 narodil syn Milorad, který společně s otcem odešel v roce 1939 do Polska ke vznikající československé armádě v zahraničí. Po pádu Polska působil v jugoslávském odboji, v roce 1942 se pokusil přejít přes Bulharsko do Turecka, ale byl zadržen bulharskou policií a předán Němcům. Zahynul v koncentračním táboře Mauthausen.

## Vyznamenání
- Československá medaile za zásluhy
- Kříž za chrabrost